# Museo Aja
El Museo Aja (también conocido como el Museo Aja de Culturas y Artes Populares) es un museo de arte y cultura que se encuentra en la ciudad de Santa Ana, El Salvador. Es un museo no partidista, voluntario y sin fines de lucro que está formado por organizaciones culturales y educativas.
El museo se fundó el 21 de septiembre de 2006. Es una iniciativa civil, desarrollada por el movimiento del "SIGLO XXIII", el museo está dedicado al desarrollo cultural de la población salvadoreña e internacional, para promover la ética y las prácticas estéticas.